# Steve Smith (basket-ball, 1969)
Ne doit pas être confondu avec Steve Smith (basket-ball, 1981).
Pour les articles homonymes, voir Steve Smith et Smith.
Steve Smith, né le 31 mars 1969 à Highland Park au Michigan (États-Unis), est un joueur américain de basket-ball ayant évolué dans le championnat NBA de 1991 à 2005.
Smith, qui joue au poste d'arrière shooteur, est considéré comme un joueur d'expérience très adroit au tir à 3 points. Il a participé au All-Star Game en 1998 et a remporté la médaille d'or aux Jeux olympiques 2000 à Sydney.

## Biographie
Issu de l'université de Michigan State, Steve Smith est sélectionné en 5e position de la draft 1991 de la NBA par le Heat de Miami. Sa première saison, avec 12 points de moyenne, lui vaut d'être nommé dans la All-Rookie first team,.
Il évoluera pendant trois saisons à Miami avant d'être échangé au début de la saison 1994-1995 aux Hawks d'Atlanta avec Grant Long contre Kevin Willis. C'est là qu'il établira les plus belles années de sa carrière, en tournant à près de 20 points de moyenne pendant 5 saisons et en obtenant une sélection au All-Star Game 1998,.
Les Hawks le transfèrent durant l'intersaison 1999 aux Trail Blazers de Portland en échange du talentueux mais caractériel Isaiah Rider et de Jim Jackson.
Son apport offensif s'érode sensiblement, mais Smith est quand même appelé dans la Team USA qui remporte l'or face à la France lors des Jeux olympiques 2000 à Sydney,.
Après deux honnêtes saisons à Portland (14,9 et 13,6 points de moyenne), il est échangé aux Spurs de San Antonio contre Derek Anderson et Steve Kerr pendant l'été 2001,.
Il est la troisième option offensive à San Antonio derrière la paire d'intérieurs Duncan - Robinson, avec 11,6 points de moyenne. Mais son rôle diminue drastiquement pendant la saison 2002-2003, où il ne marque plus que 6,8 points de moyenne,. Il remporte néanmoins le titre NBA avec San Antonio. Pendant les playoffs, David Robinson charrie les très fortes lacunes défensives de Smith en déclarant « Steve a fait un excellent boulot en criant à l'aide à chaque fois que son défenseur avait le ballon. ».
Alors agent libre, il signe au tout début de la saison 2003-2004 aux Hornets de La Nouvelle-Orléans pour une année. Il n'est plus qu'un joueur d'appoint, mais réalise un coup d'éclat en marquant 25 points lors de la septième manche décisive face au Heat de Miami lors du premier tour des playoffs. Malgré sa performance, les Hornets perdent le match et la série.
Son contrat terminée, il rejoint la nouvelle franchise des Bobcats de Charlotte, où il fait figure de vétéran de l'effectif,. Mais durant la saison, Bernie Bickerstaff, l'entraîneur des Bobcats, décide de transférer Smith pour laisser plus de temps de jeu aux jeunes joueurs. Dans un transfert très fair play de la part des Bobcats, il est transféré chez l'équipe de ses débuts, le Miami Heat, qui est un sérieux prétendant au titre en échange de Malik Allen. Il annonce finalement sa retraite en septembre 2005.
Joueur très discipliné sur le terrain, Smith a reçu en 1998 le prix de la citoyenneté J. Walter Kennedy, et le prix de la sportivité décerné par la NBA en 2002,.

## Clubs successifs
- 1991-1994 :  Heat de Miami.
- 1994-1999 :  Hawks d'Atlanta.

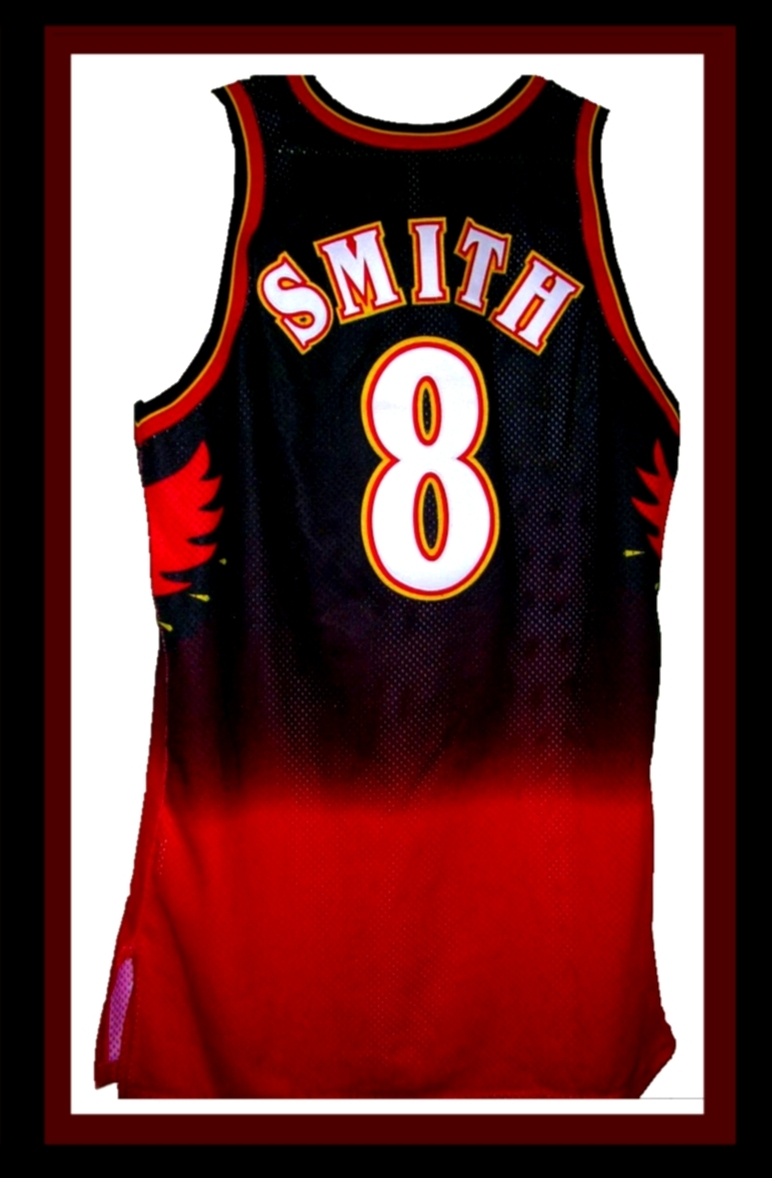
Maillot de Steve Smith chez les Hawks d'Atlanta

- 1999-2001 :  Trail Blazers de Portland.
- 2001-2003 :  Spurs de San Antonio.
- 2003-2004 :  Hornets de La Nouvelle-Orléans.
- 2004-2005 :  Bobcats de Charlotte /  Heat de Miami.

## Palmarès

### En sélection nationale
- Médaille d'or au championnat du monde 1994.
- Médaillé d'or aux Jeux olympiques d'été de 2000.

### En franchise
- Champion NBA en 2003 avec les Spurs de San Antonio.
- Champion de la Conférence Ouest en 2003 avec les Spurs de San Antonio.
- Champion de la Division Midwest en 2002 et 2003 avec les Spurs de San Antonio.

### Distinctions personnelles
- Sélectionné au NBA All-Star Game en 1998.
- NBA Sportsmanship Award (prix de la sportivité) en 2002.
- J. Walter Kennedy Citizenship Award (prix de la citoyenneté) en 1998.

## Records sur une rencontre en NBA
Les records personnels de Steve Smith en NBA sont les suivants :
| Type de statistique        | Saison régulière | Saison régulière           | Saison régulière | Playoffs | Playoffs               | Playoffs      |
| Type de statistique        | Record           | Adversaire                 | Date             | Record   | Adversaire             | Date          |
| -------------------------- | ---------------- | -------------------------- | ---------------- | -------- | ---------------------- | ------------- |
| Points                     | 41               | @ Jazz de l'Utah           | 30 janvier 1997  | 35       | 2 fois                 | 2 fois        |
| Paniers marqués            | 14               | 3 fois                     | 3 fois           | 13       | @ Hornets de Charlotte | 23 avril 1998 |
| Paniers tentés             | 28               | Lakers de Los Angeles      | 19 décembre 1997 | 31       | Magic d'Orlando        | 13 mai 1996   |
| Paniers à 3 points réussis | 9                | SuperSonics de Seattle     | 14 mars 1997     | 7        | Magic d'Orlando        | 13 mai 1996   |
| Paniers à 3 points tentés  | 15               | SuperSonics de Seattle     | 14 mars 1997     | 14       | Magic d'Orlando        | 13 mai 1996   |
| Lancers francs réussis     | 18               | Nets du New Jersey         | 6 février 1999   | 12       | Knicks de New York     | 18 mai 1999   |
| Lancers francs tentés      | 21               | Nets du New Jersey         | 6 février 1999   | 14       | Knicks de New York     | 18 mai 1999   |
| Rebonds offensifs          | 7                | 3 fois                     | 3 fois           | 6        | @ Hawks d'Atlanta      | 30 avril 1994 |
| Rebonds défensifs          | 10               | 3 fois                     | 3 fois           | 6        | Pistons de Détroit     | 4 mai 1997    |
| Rebonds totaux             | 14               | @ Cavaliers de Cleveland   | 2 mai 1999       | 10       | SuperSonics de Seattle | 3 mai 2002    |
| Passes décisives           | 15               | Bullets de Washington      | 23 janvier 1994  | 9        | @ Magic d'Orlando      | 8 mai 1996    |
| Interceptions              | 5                | @ 76ers de Philadelphie    | 9 avril 1997     | 4        | Knicks de New York     | 20 mai 1999   |
| Contres                    | 4                | @ Warriors de Golden State | 30 mars 1995     | 3        | 2 fois                 | 2 fois        |
| Balles perdues             | 9                | @ Knicks de New York       | 26 novembre 1991 | 5        | 4 fois                 | 4 fois        |
| Minutes jouées             | 50               | 2 fois                     | 2 fois           | 48       | Pistons de Détroit     | 16 mai 1999   |